# 池本夢実
池本 夢実（いけもと ゆめみ、1996年5月1日 - ）は、日本の警察官、女子プロボクサー。静岡県榛原郡川根本町出身。琉球大学教育学部卒業。琉球ボクシングジム所属。沖縄県警沖縄署地域課勤務。初代日本女子フライ級王者。現WBOアジア太平洋女子ライトフライ級王者。

## 来歴
5歳で空手を始め、常葉大菊川高校在学中に全国大会3位の実績を残す。
琉球大学進学後にボクシングを始め、2016年5月15日、成田佑美戦でデビューし判定勝利。
9月21日、後楽園ホールで石井愛世と対戦し2連勝。
2017年8月12日、デビュー4戦目で赤井優生に初黒星。
日本フライ級初代王座決定トーナメントにエントリーし、12月17日の準決勝で佐藤絢香に勝利し王座決定戦進出。
2018年3月8日、後楽園ホールにて小関有希との王座決定戦に挑み、2回にダウンを奪い判定で初代日本女子フライ級王座を獲得。
2019年2月10日、川根本町本川根B&G海洋センターにて初の凱旋試合、東洋太平洋バンタム級3位のグレテル・デ・パズ（フィリピン）に判定勝利。
同年より沖縄県警に勤務。その後、新型コロナ禍の影響もあり、2年10ヶ月間も試合が組まれない状況が続く。
2021年12月2日、後楽園ホールで行われたOPBF女子東洋太平洋フライ級王者決定戦で、同級1位の池本が同級前王者のチャオズ箕輪と対戦したが、2回TKOで敗れた。
2023年6月10日、大阪府立体育会館第二競技場にて元WBO女子アジア太平洋ライトフライ級王者緒方汐音と対戦し、3-0判定で4年4か月ぶりに勝利を挙げた。
2024年7月14日、沖縄県中城郡の中城村民体育館で前王者緒方汐音が2020年1月に王座を返上して以来約4年7ヶ月間空位となっていたWBOアジア太平洋女子ライトフライ級王座決定戦でWBOアジア太平洋女子同級2位のニラチャポン・タノームサックシーと対戦し、プロ初のKO勝ちとなる4回1分19秒TKO勝ちを収め王座獲得に成功した。

## 戦績
- 11戦9勝（1KO）2敗

## 獲得タイトル
- 初代日本女子フライ級王座（防衛0=返上）
- 第3代WBOアジア太平洋女子ライトフライ級王座（防衛0）